# Salvador Jovellanos
Salvador Silvester del Rosario Jovellanos Guanes, né le 31 décembre 1833 à Asunción et mort le 11 février 1881 à Buenos Aires, est un homme d'État paraguayen, vice-président de 1870 à 1871, puis président du Paraguay du 18 décembre 1871 au 25 novembre 1874.

## Biographie
Pendant la guerre de la Triple Alliance il fait partie avec Juan B. Gill, Jose Decoud, Juan Antonio Jara, Carlos Loizaga, Benigno Ferreira et Cayo Miltos de ces citoyens paraguayens expatriés à Buenos-Aires qui reviennent au premier plan après l'humiliante défaite du Paraguay. Il est élu en juillet 1870 à l'Assemblée constituante chargée de rédiger la nouvelle constitution.    
Après la mort du vice-président Cayo Miltos le 7 janvier 1871, le Sénat le désigne pour occuper cette fonction ; puis, à la suite de la démission du président Rivarola, il assume la présidence de la République du 18 décembre 1871 au 25 novembre 1874.
Au cours de son gouvernement, il a signé le Traité de paix et de délimitation des frontières Loizaga-Cotegipe avec le Brésil et l'Uruguay.
La première ligne de tramway est construite dans la capitale. Jovellanos a patiemment cherché à réorganiser l'administration publique. Il est l'un des fondateurs de l'Association nationale républicaine (Parti Colorado).

## Source
- (en) Cet article est partiellement ou en totalité issu de l’article de Wikipédia en anglais intitulé « Salvador Jovellanos » (voir la liste des auteurs).